# Río Otún
El río Otún es un corto río colombiano ubicado en el departamento de Risaralda, que nace en la Laguna del Otún, y desemboca en el río Cauca. Atraviesa la ciudad de Pereira y sirve de límite con los municipios de Santa Rosa de Cabal y Dosquebradas. 
Recorre diferentes zonas protegidas como el parque nacional natural Los Nevados, el santuario de fauna y flora Otún Quimbaya y el parque Ukumarí. El río es además hogar de múltiples especies de flora y fauna que se refugian en él como patos, peces, garzas, osos perezosos, monos, y nutrias. Es un corredor de biodiversidad y única fuente de abastecimiento de agua potable para la ciudad de Pereira. En septiembre de 2019, el juzgado cuarto de ejecución de penas de Pereira, lo declaró sujeto especial de derechos.

## Datos históricos
A principios del siglo XX en la rivera del río Otún se han encontrado por primera vez en Colombia los llamados "pájaros del Otún" o "artefactos quimbaya" pertenecientes a la cultura Quimbaya, eran objetos de oro con apariencia de aves. Años después se encontraron más de estos adornos de oro en formas zoomorfas en otras zonas de Colombia; aún sigue siendo un verdadero misterio para los científicos, no solo la calidad de la orfebrería, sino la similitud que tienen estos artefactos con aviones modernos, aeroplanos y cazas de guerra; algunos expertos han deducido que estos objetos llegaron a este territorio proveniente de la cultura Tolima debido al comercio entre regiones o como premio de batalla al existir enfrentamientos entre ellas; lastimosamente muchos de estos ooparts (objetos fuera de su tiempo) han salido ilegalmente del país; ya que se mueve un mercado negro muy dinámico, siendo cada día más apetecidos por coleccionistas de todo el mundo.